# Mulimenti
Mulimenti (Monumenti, Camulimenti), prigradski turistički predio u Puli koji administrativno pripada mjesnom odboru Štinjan. Etimologija ovog toponima, kako je navodi Kandler, vezana je uz mlinove pokretane vjetrom (tal. mulini a vento).
Mulimente sa sjevera ograničuje Štinjan, s istoka Vallelunga, s juga Pulski zaljev, a sa zapada Valdežunac.
Na Mulimentima se nalazila vojarna koja se protezala čitavim sjevernim dijelom pulskog zaljeva. Između uvale Ježinci i uvale Mulimenti nalazi se poluotok koji je mostom spojen s otokom Sv. Katarina.
U zadnje vrijeme na Mulimentima se održavaju glazbeni festivali Seasplash i Viva la Pola!.